# Place Dalida
Koordinaten: 48° 53′ N, 2° 20′ O
Place Dalida ist ein Platz am Montmartre im 18. Arrondissement von Paris.

## Lage
Den Platz bildet eine Verbreiterung des Bürgersteigs an der Stelle, an der die Rue de l’Abreuvoir und die Rue Girardon zusammentreffen.
Den Platz erreicht man mit der Metro über die Station Lamarck – Caulaincourt   und der Buslinie  RATP 40, der einzigen, die auf dem Montmartre verkehrt.

## Namensgebung
Der Platz erhielt den Namen zu Ehren der Chanteuse Dalida (1933–1987), die in der Nähe in der Rue d’Orchampt wohnte.

## Geschichte
Auf Beschluss des Stadtrats vom 5. Dezember 1996 wurde 10 Jahre nach dem Tod der Sängerin Dalida eine unbenannte freie Fläche zwischen der Allée des Brouillards, der Rue de l’Abreuvoir und der Rue Girardon Place Dalida benannt. Auf dem die Straßen verbindenden Bürgersteig wurde am 24. April 1997 eine von Alain Aslan (* 23. Mai 1930 in Bordeaux) geschaffene Bronzebüste Dalidas vom damaligen Bürgermeister, Jean Tiberi, und Dalidas Bruder, Orlando Gigliotti, eingeweiht. Von Aslan stammt auch die lebensgroße Steinskulptur auf Dalidas Grab. Neben Dalida gibt es in Paris nur wenige Frauen, deren Statuen im Straßenraum stehen, so von Jeanne d’Arc, Sarah Bernhardt und Édith Piaf. (In Parks, etwa im Jardin du Luxembourg, gibt es weitere weibliche Persönlichkeiten darstellende Statuen.)

Ansichten von der Place Dalida
Die Büste von Dalida
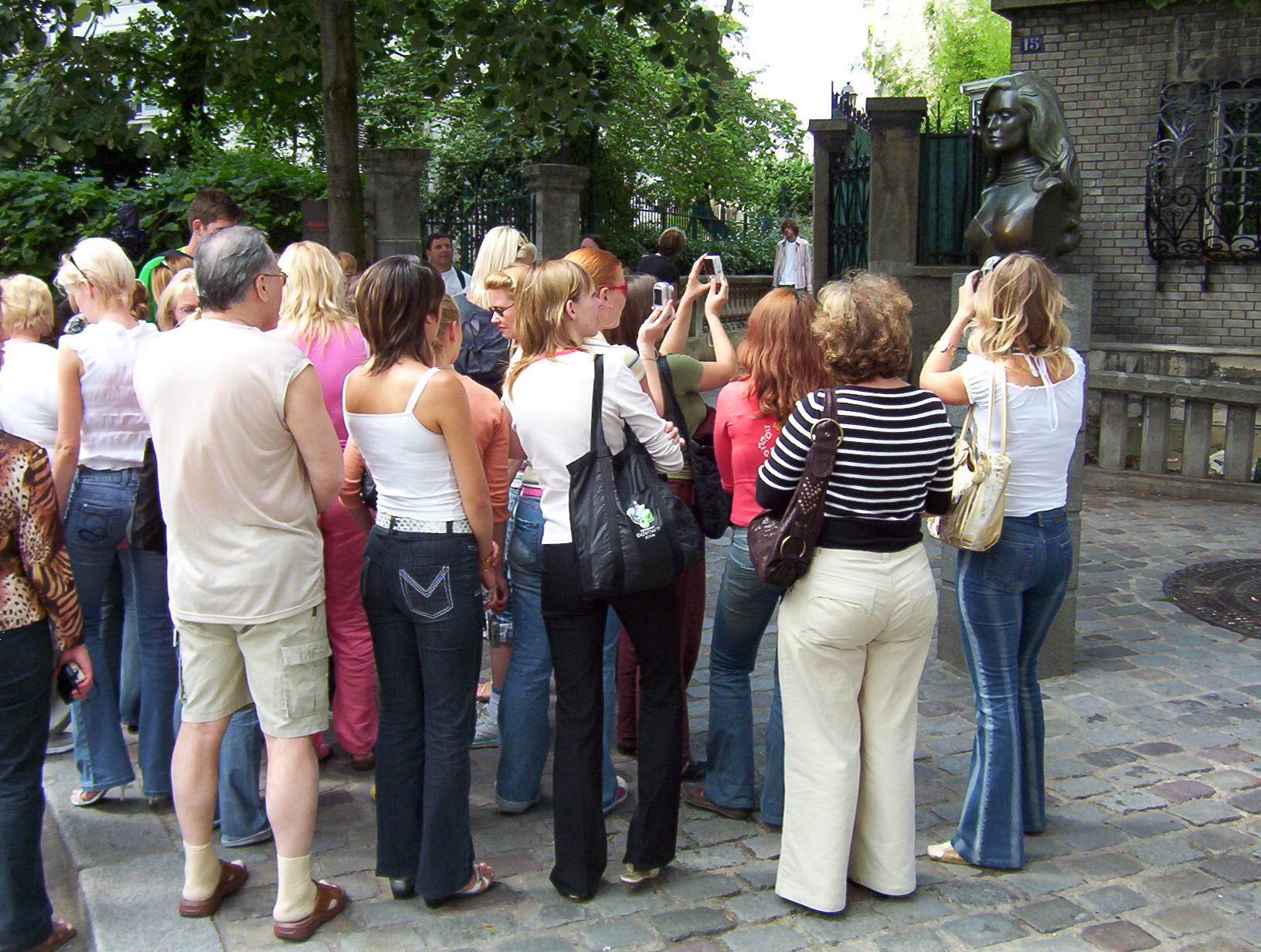
Touristen vor der Büste der Sängerin
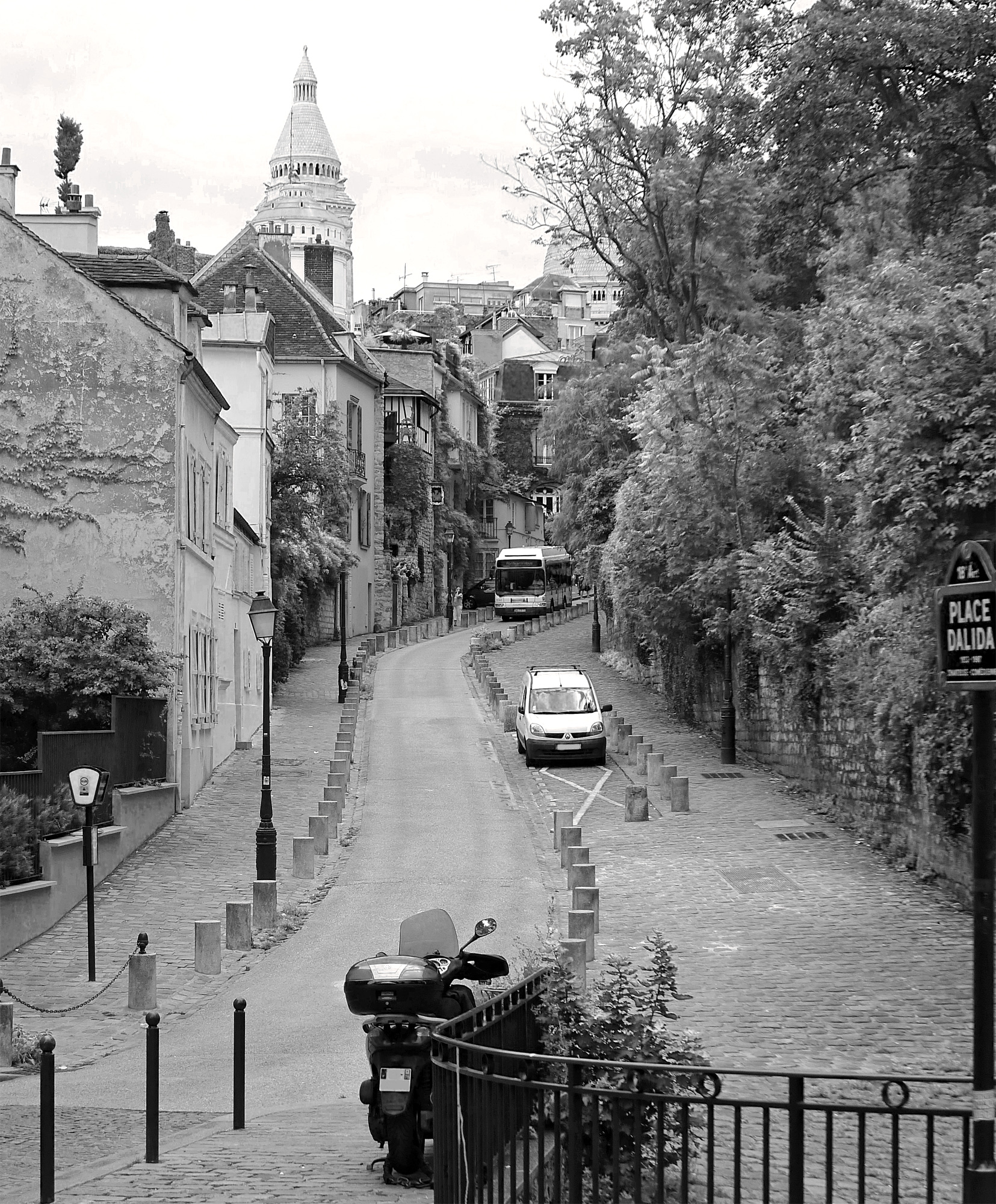
Die Rue de l’Abreuvoir oberhalb der Place Dalida
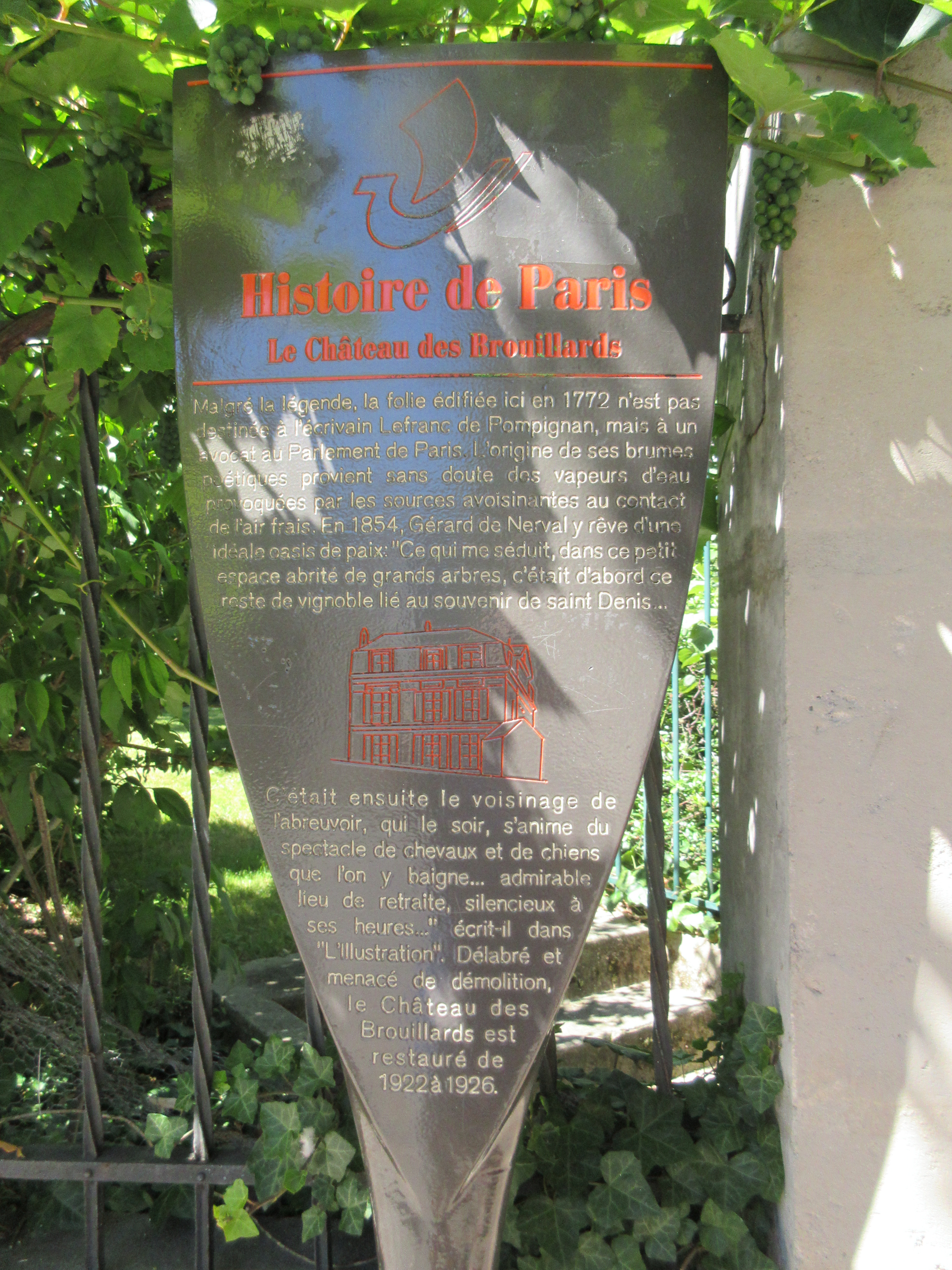
Hinweis auf das Château des Brouillards hinter der Büste